# Panicum isachnoides
Panicum isachnoides är en gräsart som beskrevs av Friedrich Hermann Gustav Hildebrand. Panicum isachnoides ingår i släktet vipphirser, och familjen gräs. Inga underarter finns listade i Catalogue of Life.